# Banco Mercantil del Norte
Banco Mercantil del Norte, S.A. (Banorte, por su acrónimo) es una institución de banca múltiple principal subsidiaria del Grupo Financiero Banorte con sede en Monterrey, Nuevo León, México. En enero de 2025, se ubicó como el segundo mayor banco en México respecto a su participación en el mercado de cartera de crédito total (14.8%) y captación total (13.2%) y tercero en cuanto a activos totales (12.3%).
Banorte se originó en 1986 a partir de la fusión de Banco Mercantil de Monterrey (fundado en 1899) con el Banco Regional del Norte (fundado en 1947) realizada por la administración del presidente Miguel de la Madrid para reestructurar la banca nacionalizada en 1982. En junio de 1992, como parte del proceso de desincorporación bancaria, Banorte fue asignado al grupo empresarial encabezado por Roberto González Barrera de la compañía Gruma. En la década de los noventa y dos mil, Banorte adquirió y fusionó Banpaís, Banco del Centro y el Banco de Crédito y Servicio (Bancrecer), luego de que estos fueran intervenidos por el Fondo Bancario de Protección al Ahorro y el Instituto para la Protección al Ahorro Bancario.
Su actividad principal es ofrecer todos los productos y servicios de la banca universal en México, organizado en dos segmentos principales: Banca Minorista y Banca Mayorista.
Banorte tiene 1269 sucursales y 7297 cajeros automáticos en todo el país. También recibe depósitos a través de 5200 establecimientos comerciales, como farmacias, tiendas de abarrotes y supermercados.[cita requerida]

## Historia
A finales del siglo XIX, la ciudad de Monterrey presentaba una intensa actividad industrial y comercial (producto del establecimiento de las vías ferroviarias y la industria del acero). En ese contexto, los empresarios decidieron fundar una institución de crédito. El 27 de julio de 1899, la Secretaría de Hacienda y Crédito Público otorgó la concesión para el establecimiento de la institución crediticia.
El 16 de noviembre de 1899, se firmó ante el notario público Francisco L. Pérez el acta constitutiva que establecía al Banco Mercantil de Monterrey. En 1947 el mismo grupo fundó el Banco Regional del Norte. En 1982, mediante un decreto de nacionalización, el Banco Mercantil de Monterrey y el banco Regional del Norte se convierten en Sociedades Nacionales de Crédito.
En 1986 el Banco Regional del Norte y el Banco Mercantil de Monterrey se fusionaron, naciendo así el Banco Mercantil del Norte, S.N.C., nombre que refiere la unión de ambas instituciones. La decisión fue fundamentada en que dichas instituciones operaban en la misma zona, atendiendo el mismo mercado.
El 2 de octubre de 1990 se constituyó Arrendadora Banorte, S.A. de C.V. El 16 de enero de 1991 se constituyó Factor Banorte, S.A. de C.V. El 8 de marzo de 1991 se constituyó Almacenadora Banorte, S.A. de C.V.
En el proceso de la privatización de la banca mexicana, el 12 de junio de 1992 se llevó a cabo la subasta en la cual participaron dos grupos, el primero estuvo representado por Humberto Lobo Morales, Antonio Velazco Gómez y Fernando Olvera Escalona; y el segundo por Roberto González Barrera, Juan Antonio González Moreno y Federico Graf Campos, Siendo triunfador este último. El grupo que encabezó Roberto González Barrera, ofreció 1,775.60 millones de nuevos pesos, lo que equivalió a 4.25 veces el capital contable del Banco Mercantil del Norte, S.A.
En 1993 se adquiere AFIN Casa de Bolsa S.A. a partir de ese momento se pudo lograr con la infraestructura corporativa, creándose formalmente el Grupo Financiero Banorte.
A mediados de los años 90, Banorte contaba con una red de sucursales de 157 en 11 estados de la república, inicia con la expansión y crecimiento de Banorte. En 1997 adquiere a Banco del Centro y Banpaís, con el objetivo alcanzar nuevos mercados y así incorporar 105 sucursales más a la red del banco con la compra de Bancentro y con la adquisición de Banpaís aumentó la cobertura a 160 sucursales adicionales a su red, con esto pasó de cubrir de 14 a 29 entidades del país.
En el 2002 compra al Grupo Financiero Bancrecer para que de esta manera Grupo Financiero Banorte se convierte en una institución con cobertura nacional. En 2006, adquiere el 70 % de los activos de Inter National Bank de Texas, poco tiempo después compra el 100 % del banco estadounidense. En 2010, Banorte anunció la compra del 100 % de las acciones de Grupo Financiero Ixe, el cual pagó alrededor de 1300 millones de dólares. Esta adquisición, transformó a Grupo Financiero Banorte en la tercera institución bancaria de más importancia dentro del sistema financiero de México. En 2017, Se convierte en el segundo banco más grande en México. Vende en 100 % de los activos de Inter National Bank de Texas a los dueños originales.
En 2020, se anuncia el lanzamiento oficial de RappiCard, una tarjeta de crédito Visa, como resultado de una alianza estratégica entre Rappi y Grupo Financiero Banorte.

## Directivos
Los cargos directivos de Banco Mercantil del Norte mostrados a continuación son concurrentes con el Grupo Financiero Banorte, salvo donde se indique lo contrario.
| Director general | Periodo                     | Presidente del Consejo de Administración | Periodo     |
| --- | --------------------------- | ---------------------------------------- | ----------- |
| Francisco Patiño Leal | 1986 - 1997[cita requerida] | Gustavo Petricioli Iturbide*             | 1986 - 1988 |
| Francisco Patiño Leal | 1986 - 1997[cita requerida] | Pedro Aspe Armella*                      | 1988 - 1992 |
| Francisco Patiño Leal | 1986 - 1997[cita requerida] | Roberto González Barrera                 | 1992 - 2011 |
| Othón Ruiz Montemayor | 1997[cita requerida] - 2004 | Roberto González Barrera                 | 1992 - 2011 |
| Luis Peña Kegel | 2004 - 2008                 | Roberto González Barrera                 | 1992 - 2011 |
| Alejandro Valenzuela del Río | 2008 - 2014                 | Roberto González Barrera                 |             |
| Alejandro Valenzuela del Río | 2008 - 2014                 | Guillermo Ortiz Martínez                 | 2011 - 2014 |
| José Marcos Ramírez Miguel | desde 2014                  | Carlos Hank González                     | desde 2015  |
| *En su calidad de Secretario de Hacienda y Crédito Público, asume la Presidencia del Consejo Directivo que reemplazó al Consejo de Administración luego de la estatización bancaria de 1982 y conforme al Reglamento Orgánico del Banco Mercantil de Monterrey, S.N.C de julio de 1985 y su reforma de diciembre de 1985. |                             |                                          |             |

## Servicios

### Banca minorista
Este segmento atiende a clientes a través de sucursales, red de cajeros automáticos, canales alternativos (TPV, corresponsales externos y banca en línea, por teléfono y móvil) y nuestro centro de contacto. El segmento de banca minorista ofrece servicios a individuos, pequeñas y medianas empresas («PYME») y gobiernos estatales y municipales. Los productos y servicios ofrecidos a través de este segmento incluyen cuentas corrientes y de depósito, tarjetas de crédito y débito, créditos hipotecarios, préstamos para automóviles, préstamos de nómina y personales, cuentas de dispersión de nóminas, así como seguros de automóviles, viviendas y de vida ofrecidos a través de un acuerdo de venta cruzada con la afiliada Seguros Banorte, S.A. de C.V. (Seguros Banorte).
- Banca de consumo: Productos y servicios financieros para individuos a través de un enfoque multicanal. Los principales productos que ofrecemos en este segmento incluyen créditos hipotecarios, préstamos de nómina, tarjetas de crédito y préstamos para automóviles.
- Banca PYMES: Productos y servicios financieros para PYMES o individuos con actividades comerciales. Las soluciones principales: ahorros e inversiones, financiamiento y seguros comerciales ofrecidos a través de un acuerdo de venta cruzada con Seguros Banorte. Los productos y servicios pueden ser contratados individualmente, adaptándose al volumen de transacciones de cada compañía, o a través de «Solución Integral PyME», que permite contratar y activar varios productos y servicios a través de un solo acuerdo. Uno de los productos principales es CrediActivo Comercial, un producto de préstamo dirigido a pymes.
- Gobiernos estatales y municipales: Productos y servicios para los gobiernos estatales y municipales de México, que incluyen cuentas corrientes, financiamiento (préstamos a corto y largo plazo con frecuencia garantizados por contribuciones federales (aportaciones federales), administración de efectivo y servicios de pago de nómina).

### Banca mayorista
Segmento de banca mayorista comprende Banca Corporativa y Empresarial, Banca Transaccional, Banca de Gobierno y Banca Internacional.
- Banca corporativa y empresarial: especializados en soluciones financieras integrales para clientes corporativos y empresariales a través de varias formas de financiamiento especializado, que incluyen préstamos estructurados, préstamos sindicados, financiamiento para adquisiciones y planes de inversión. También ofrecen administración de efectivo, cobros, servicios de fideicomiso, pago de nómina, cuentas corrientes, líneas de crédito y préstamos como CrediActivo Empresarial (un producto parcialmente garantizado por un banco mexicano de desarrollo Nacional Financiera, S.N.C. («NAFIN»)). Los clientes en este segmento generalmente consisten en compañías multinacionales, grandes corporaciones mexicanas y empresas medianas que operan en una amplia gama de sectores.
- Banca transaccional: ofrecen a clientes corporativos y empresariales un modelo integral de soluciones de administración de efectivo y banca en línea, que abarca servicios de venta, implementación y postventa, con el objetivo de aumentar los niveles de ventas cruzadas.
- Gobierno federal: brindan servicios financieros al gobierno federal, empresas estatales productivas, entidades descentralizadas (como instituciones de seguridad social y fideicomisos públicos) y otras entidades a nivel federal. Los productos y servicios ofrecidos incluyen cuentas corrientes, préstamos, administración de efectivo y servicios de pago de nómina. También ofrecen servicios integrales de asesoría sobre finanzas públicas para aumentar la recaudación de impuestos y controlar y administrar los gastos, y preparamos diagnósticos financieros para diseñar perfiles adecuados para el pago de la deuda a través de una sólida estructura financiera y legal, con el objetivo de fortalecer la condición financiera y la calidad crediticia de los clientes.
- Banca internacional: ofrecen productos y servicios a clientes corporativos, de banca empresarial y PYMES para ayudarlos con las necesidades comerciales internacionales, así como a proporcionar servicios de banca corresponsal a instituciones financieras extranjeras.